# Fritz Szepan
Fritz Szepan (2 de setembro de 1907 - 14 de dezembro de 1974) foi um futebolista alemão que competiu nas Copa do Mundo FIFA de 1934 e 1938.